# Maicol Verzotto
Maicol Verzotto (Bressanone, 24 maggio 1988) è un tuffatore italiano specializzato nella piattaforma di 10m, cresciuto sportivamente nella società Bolzano Nuoto, come Tania Cagnotto, Valentina Marocchi e Cristopher Sacchin.
Nella specialità dei 3m sincro misti vanta una medaglia di bronzo mondiale vinta insieme a Tania Cagnotto ai campionati di Kazan' 2015, ed è stato inoltre campione europeo insieme a Elena Bertocchi a Kiev 2017.

## Biografia
È laureato in Economia e Management presso la Libera Università di Bolzano.
Dal 2011 è in forza al gruppo sportivo Fiamme Oro della Polizia di Stato.
È campione italiano assoluto in carica in 4 discipline: piattaforma 10m, 10m tuffi sincronizzati, 3m sincronizzato misto e 10m sincronizzato misto.

### Carriera Sportiva
Ha ottenuto il primo successo internazionale, a livello giovanile, nel 2005 quando ha vinto il 6 nazioni di Trieste e il Meeting Internazionale Giovanile di Aachen.
In nazionale giovanile ha partecipato a 4 Europei e 2 Mondiali: Edimburgo (Scozia) - Aquisgrana (Germania) - Electrostal (Mosca, Russia) - Palma di Maiorca (Spagna) - Belem (Brasile) - Kuala Lumpur (Malaysia)
Ha esordito in nazionale maggiore all'età di 15 anni al Grand Prix di Madrid dove si è classificato all'undicesimo posto.
È stato vicecampione italiano assoluto dalla piattaforma 10m nel 2005, 2006, 2007 e 2010
Nel 2007 ha gareggiato alle Universiadi di Bangkok (Thailandia)
Nel 2008 in seguito ad un raduno nazionale a Xi'an (Cina) ha gareggiato alla Coppa del Mondo di Pechino (Cina),
ai campionati europei di nuoto 2008 disputati ad Eindhoven e alla Coppa Europa di Stoccolma in Svezia
L'anno seguente, ai Campionati mondiali di nuoto 2009 di Roma si è classificato ventiseiesimo.
Nel 2010 ha partecipato ai campionati europei di nuoto di Budapest e si è classificato quinto.
Nel 2011 è stato convocato ai Campionati europei di tuffi di Torino 2010. Ha gareggiato nella piattaforma 10m sincro con il compagno di nazionale Maicol Scuttari concludendo al quinto posto.
lo stesso anno ai mondiali di Shanghai 2011 si è classificato 13º nella disciplina piattaforma 10m sincro sfiorando l'accesso alla finale di pochi punti.
sempre nel 2011 alle universiadi di Shenzhen si è classificato in eliminatoria dodicesimo e in semifinale tredicesimo.
Agli europei di Rostock 2013 nella finale dalla piattaforma di 10 metri chiude in ottava posizione con 412.80 punti, per lui è la prima volta sopra i 400.
Il 21 luglio 2013 ai mondiali di Barcellona (Spagna) nella finale sincro dalla piattaforma di 10 metri insieme al connazionale Francesco Dell'Uomo si sono classificati 7º con 386.25.
Il 27 luglio 2013 ai mondiali di Barcellona nelle eliminatorie dalla piattaforma di 10 metri l'azzurro chiude in 22ª posizione con 355,10 punti, quindi escluso dalla semifinale. L'altro italiano in gara Andrea Chiarabini passa al turno successivo in 9ª posizione.
Il 2 agosto 2015 conquista il bronzo ai mondiali di Kazan insieme a Tania Cagnotto nei tuffi sincro misti dal trampolino.
Ha rappresentato l'Italia ai Giochi olimpici di Rio de Janeiro 2016  gareggiando nel concorso dei tuffi dalla piattaforma 10 metri, dove è stato eliminato nel turno preliminare con il ventisettesimo piazzamento.

## Video
È stato protagonista come attore nei panni del Tuffatore nel video musicale "Ossigeno" di Raf e nella pubblicità della Barilla.

## Palmarès
- Mondiali

Kazan 2015: bronzo nel sincro 3 m misto.
- Europei di nuoto/tuffi

Londra 2016: argento nel sincro 3 m misto.
Kiev 2017: oro nel trampolino 3 m misto e bronzo nel sincro 10 m misto.